# Hokkaido
För andra betydelser, se Hokkaido (olika betydelser).
Hokkaido (japanska: 北海道?, Hokkaidō info) är den nordligaste av Japans fyra stora öar, belägen norr om den största ön, Honshu, och är skild från denna genom det 20 kilometer breda Tsugarusundet. Namnet betyder  norra havsdistriktet. Tidigare hette ön Ezo (japanska: 蝦夷?, Ezo) eller Ezoti (japanska: 蝦夷地?, Ezochi). På ursprungsbefolkningen ainus språk heter ön Mosir. Hokkaido är den näst största ön i Japan, med en yta på 77 984 km² och 5,6 miljoner invånare (2005). 
Administrativt utgör Hokkaido med omgivande öar Hokkaido prefektur. Huvudort är Sapporo. Andra större städer är Hakodate i söder och Asahikawa i öns centrala del.

## Historia
Arkeologer spekulerar om att Hokkaidō befolkades av Ainu, Nivcher och Oroke-folken för 20 000 år sedan. Nihonshoki sägs ofta ha det första omnämnandet av Hokkaidō i historisk tid. Enligt den texten, så ledde Abe no Hirafu en stor flotta och armé norrut från åren 658 till 660 och kom i kontakt med folken Mishihase och Emishi. En av platserna som Hirafu besökte kallades Watarishima (渡島), vilket vanligen antas vara dagens Hokkaidō. Det finns dock flera teorier kring denna händelses detaljer, inklusive Watarishimas läge och den allmänna uppfattningen att Emishi i Watarishima var förfäder till dagens ainu. Många orter, exempelvis Sapporo, har namn som härstammar från ainuspråket.
Under Nara- och Heianperioderna bedrev folket på Hokkaidō handel med den dåvarande Dewaprovinsen, en utpost av den japanska centrala statsförvaltningen.
Hokkaidō kallades Ezo (蝦夷) fram till Meiji-restaurationen. En kort tid efter Boshinkriget år 1868 förklarade en grupp Tokugawalojalister anförda av Enomoto Takeaki (榎本 武揚) ön som självständig under namnet Republiken Ezo, men upproret krossades i maj 1869. I några år efter Meiji-restaurationen var Hokkaidō uppdelat i fyra län istället för dagens enda.
En jordbävning som mätte 8,0 på Richterskalan inträffade nära ön den 25 september 2003 klockan 19:50:07.

## Geografi
Det finns fortfarande många orörda skogar på Hokkaidō och ön är den del av Japan som är glesast befolkad. På Hokkaido finns sex nationalparker, ytterligare fem områden med liknande status (準国立公園), samt tolv lokala naturreservat.

### Nationalparker
- Shiretoko nationalpark (知床)
- Akan (阿寒)
- Hidakasanmyaku-Erimo-Tokachi (日高山脈襟裳十勝)
- Kushiro-shitsugen (釧路湿原)
- Taisetsuzan (大雪山)
- Shikotsu-Toya (支笏洞爺)
- Rishiri-Rebun-Sarobetsu (利尻礼文サロベツ)

## Demografi
|                                                                     |                                                           |
| Populationsjämförelse mellan Hokkaido och hela Japan.               | Ålders- och populationsjämförelse mellan kvinnor och män. |
| ■ Population i Hokkaido ■ Population i hela Japan                   | ■ Män ■ Kvinnor                                           |
| Källa: Japans departementet för inrikes statistiks folkräkning 2005 |                                                           |

## Klimat
Hokkaidō är känt för sina svala somrar (vilket lockar turister från resten av Japan) och kalla vintrar. Medeltemperaturen i augusti ligger kring 22 °C, och i januari mellan -12 °C och -4 °C beroende på höjd och latitud.  
Under vintern fryser Ochotska havet, vilket förhindrar marin trafik och stoppar det lukrativa fisket.

## Ekonomi

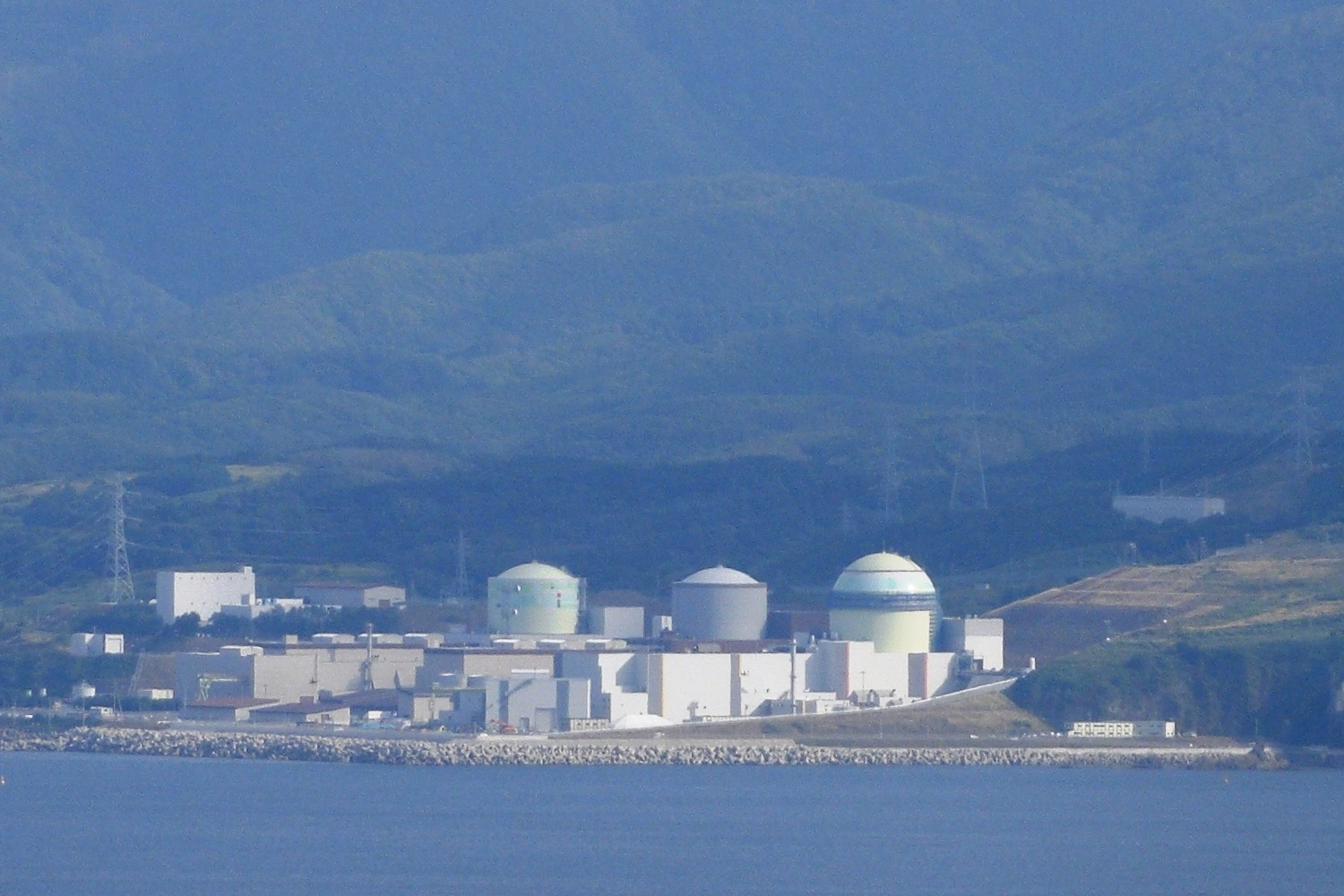
Tomaris kärnkraftverk på Hokkaido.

Hokkaido är Japans främsta jordbruksområde och står för majoriteten av Japans produktion av sockerbetor (100% av Japans produktion år 2006), adzukibönor (88%), potatis (77%), vete (61%) och lök (54%). Hokkaido står även för 25% av den yrkesmässiga fiskfångsten.
Trots att det finns viss lätt industri (exempelvis papperstillverkning, bryggerier och livsmedelsproduktion) arbetar större delen av befolkningen inom servicesektorn. Turistindustrin är viktig, i synnerhet under de svala sommarmånaderna då besökare till de varma källorna kommer från hela Japan. Under vintern används skidåkning och andra vintersporter för att attrahera turister (1972 hölls vinter-OS där).

## Kommunikationer
De flesta flyger till Hokkaidō. Den största flygplatsen är Nya Chitose-flygplatsen (japanska: 新千歳空港?, Shin-Chitose Kūkō) i Chitose (千歳) söder om Sapporo. Tokyo-Chitose är världens mest trafikerade flygrutter. Hokkaido kan också nås via färja från Sendai (仙台), Niigata (新潟) och vissa andra orter. 
Hokkaidōs enda landväg till resten av Japan är järnvägen genom Seikantunneln (japanska: 青函 トンネル?, Seikan-ton'neru). Genom den går såväl godståg på smalspår (1067 mm spårvidd) som persontåg (1435 mm spårvidd), Hokkaido Shinkansen. På Hokkaidō finns ett ganska väl utbyggt järnvägsnät, som drivs av JR Hokkaido, men många orter kan endast nås via buss eller bil.